# Mihajlo Lalić

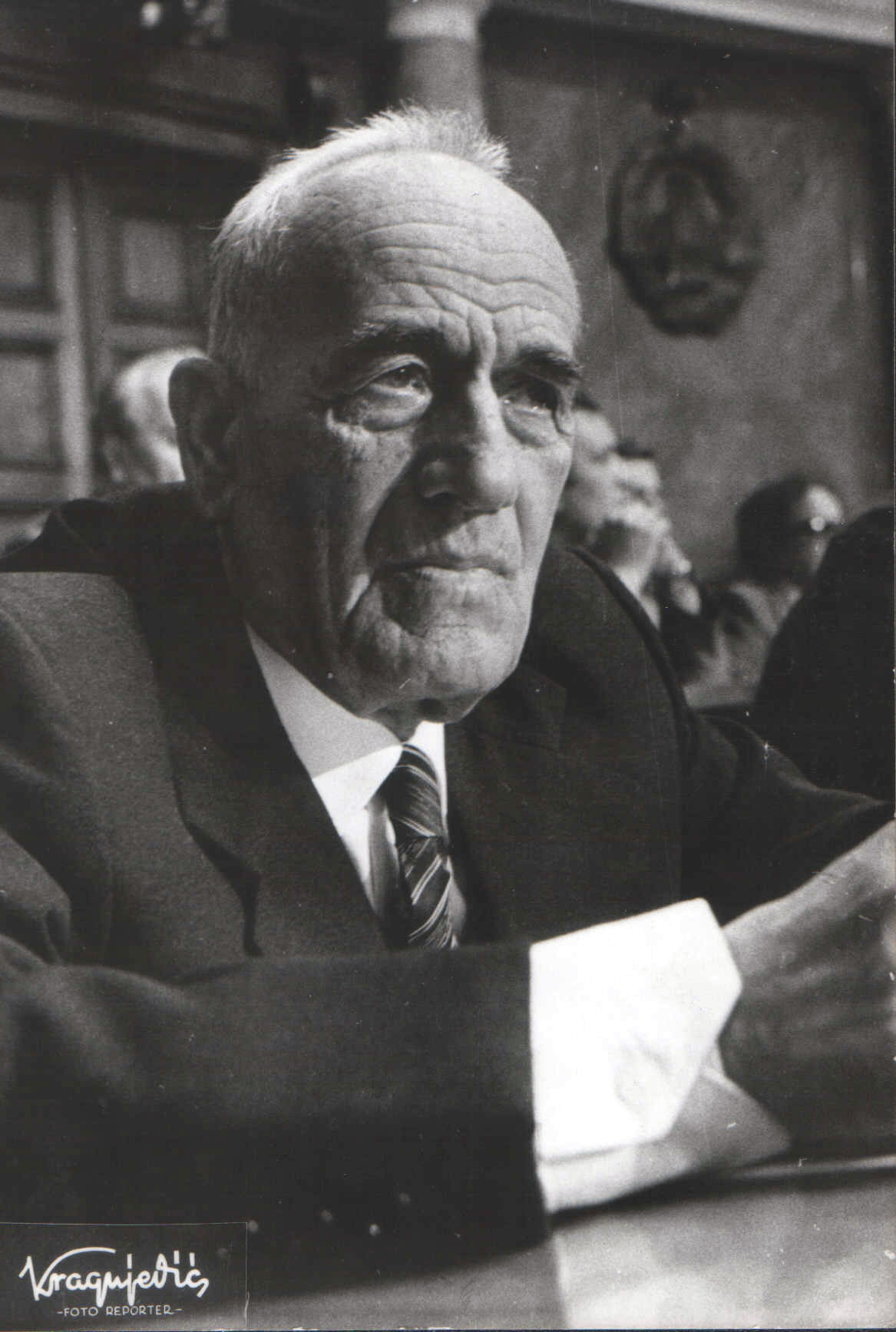
Mihajlo Lalić

Mihajlo Lalić, serbisch Михаило Лалић (* 7. Oktober 1914 in Trepča, Montenegro; † 30. Dezember 1992 in Belgrad) war ein serbischer Schriftsteller aus Montenegro.

## Leben
Lalić stammte aus dem nordöstlichen Montenegro. Er studierte in Belgrad Rechtswissenschaften. Seit 1941 war er im Widerstandskampf. 1942 geriet er in Gefangenschaft, aus der er floh und 1944 nach Jugoslawien zurückkehrte. Nach dem Zweiten Weltkrieg übte er als Kommunist verschiedene kulturpolitische Funktionen aus. Er war langjähriger Vorsitzender des Jugoslawischen Schriftstellerverbandes und gehörte sowohl der Serbischen als auch Montenegrinischen Akademie der Wissenschaften an, deren Vizepräsident er war. Er gewann 1973 den Literaturpreis der Zeitschrift NIN sowie den Njegoš-Preis. Lalić lebte in Herceg Novi und Belgrad, wo er schließlich starb.

## Werke
Lalić begann nach dem Zweiten Weltkrieg Prosa zu schreiben, die sich hauptsächlich thematisch mit dem Partisanenkampf während des Krieges in Montenegro befasst. Typisch für ihn ist die Darstellung des Gehetztseins im Kampf und das Bestehen in aussichtslosen Situationen.
- Извидница, Erzählungen 1948
- Свадба, Roman 1950 (dt. Die Hochzeit, 1972)
- Први снијег, Erzählungen 1951
- Зло прољеће, Roman 1953
- Раскид, Roman 1955
- На мјесечини, Erzählungen 1956
- Лелејска гора, Roman 1957 (dt. Der Berg der Klagen, 1967)
- Хајка, Roman 1960
- Посљедње брдо, Erzählungen 1967
- Прамен таме, Roman 1970
- Ратна срећа, Roman 1973
- Заточници, Roman 1976
- Докле гора зазелени, Roman 1982
- Гледајући доље на друмове, Roman 1983
- Одлучан човјек, Roman 1990